# Поройна-Маре
Поройна-Маре (рум. Poroina Mare) — село у повіті Мехедінць в Румунії. Входить до складу комуни Поройна-Маре.
Село розташоване на відстані 251 км на захід від Бухареста, 26 км на південний схід від Дробета-Турну-Северина, 72 км на захід від Крайови.

## Населення
За даними перепису населення 2002 року у селі проживали 462 особи, усі — румуни. Усі жителі села рідною мовою назвали румунську.